# Nemesius van Emesa
Nemesius van Emesa (4e eeuw) was een christelijke filosoof, apologeet van het christendom en bisschop van Emesa (nu Homs in Syrië). Hij was de auteur van Peri physeos anthropou (Grieks: “Over de aard van de mens”), dat meteen ook het eerste bekende compendium was van de theologische antropologie met een christelijke oriëntatie. Deze verhandeling beïnvloedde in belangrijke mate de latere Byzantijnse en middeleeuwse Latijnse filosofische theologie. 
Nemesius was een zeer erudiet man, die elementen uit verscheidene hellenistisch filosofische bronnen en medische literatuur integreerde. Hij maakte gebruik van de experimentele fysiologie van de 2e-eeuwse arts Galenus en van andere wetenschappers, van het neoplatoonse idealisme en van aristotelisch realisme. Het resultaat is een christelijke synthese die niet eenvoudig kan ondergebracht worden in een specifieke school. Er wordt ook op gespeculeerd dat hij William Harvey als ontdekker van de bloedcirculatie zou zijn voorafgegaan.